# Mihail Peiu
Mihail Peiu (n. 26 octombrie 1914, Pocrovca-Nouă, Basarabia, azi în raionul Ismail din Ucraina – d. 28 septembrie 1987, Iași) a fost un entomolog român, profesor universitar, cercetător în domeniul lepidopterelor.

## Cariera didactică
Începând din anul 1948 a activat în învățământul universitar ieșean, fiind numit inițial ca asistent la disciplina de entomologie agricolă în cadul Facultății de Agronomie din Iași. A obținut titlul de doctor în 1949 și titlul de doctor docent în 1973, cu o teză îndrumată de profesorul dr.doc. Mihai Constantineanu.:p. 158 A elaborat cursul de Entomologie agricolă și a fost și conducător de doctorat în acest domeniu, îndrumând realizarea mai multor teze științifice. A colaborat activ cu profesorul Alexei Alexinschi în cercetările lepidopterologice. A format școala de entomologie de la Universitatea de Agronomie și Medicină Veterinară „Ion Ionescu de la Brad” din Iași.:p. 157-158
Profesorul Peiu a desfășurat o bogată activitate didactică, realizând și o cercetare intensă pe teren. A adunat o colecție de lepidoptere formată din circa 20.000 de exemplare, majoritatea acestora provenind din fauna Moldovei. Majoritatea colecției sale a donat-o Facultății de Agronomie și Horticultură din Iași, iar o colecție de 1.500 exemplare de lepidoptere autohtone a fost donată Muzeului Olteniei din Craiova.
A murit în 1987, fiind înmormântat în cimitirul Mănăstirii Podgoria Copou din Iași.

## Cercetări științifice
A publicat peste 180 de lucrări ștințifice, semnalând numeroase noutăți faunistice regionale sau naționale. A descoperit în anul 1969, împreună cu profesorul Ioan Nemeș, specia Ancylis bucovinella. Speciile Stigmella (Fomoria) peiui, descoperită de prof. Nemeș în 1972, și Laspeyresia peiui, descoperită în 1974 de profesorii Ioan M. Stănoiu și Ioan Nemeș, au fost denumite după profesorul Peiu.
Cercetările sale au vizat îndeosebi speciile de lepidoptere cu importanță economică, contribuind la conceperea tehnicilor de combatere a speciilor dăunătoare culturilor agricole. A utilizat în cercetările sale un tip de capcană luminoasă de tip pâlnie. A realizat cercetări științifice în masivele Rarău-Giumalău, precum și în zona lacului de acumulare de la Porțile de Fier.

## Cărți
- Boguleanu Gh., Bobîrnac B., Costescu C., Duvlea I., Filipescu C., Pașol P., Peiu M., Perju T. 1980- Entomologie agricolă, Ed. Didactică și Pedagogică, București.

## Studii
- Alexinschi A. & Peiu M. (1953): Contribuții la cunoașterea faunei lepidopterelor regiunii Iași. — Bul. St. Biol. Agronom. Geol.si Geograf. 5 (3): 487-509.
- Paulian Fl., Bărbulescu Al., Mustea D., Belu V., Peiu, M. 1961 - Contribuții la studiul biologiei și combaterii sfredelitorul porumbului (Pyrausta nubilalis Hbn.) în condițiile din R.P.R., An. ICCA, 29, Seria B, 397-420.
- Peiu M. & I. Nemeș (1966): Alexei Alexinschi (1899-1966). — An. St. Univ. „AI. I. Cuza" Iasi, 12 (2): 427-429.
- Peiu M. & I. Nemeș 1968/1. Tortricidae (Lepidoptera) noi pentru fauna României. Acad. R.S.R. Stud. cercet. biol., seria zool., București. 20 (2): 99-106.
- Peiu M. & I. Nemeș 1968/2. Tortricides (Lepidoptera) noveaux pour la faune de la Roumanie (VII). Rev. roum. biol.-s. zool., Bucarest. 13 (5): 337-343.
- Nemeș I. & M. Peiu 1968. Cochylidae noi sau rare pentru fauna R.S.R. (Lepidoptera). Lucr. Șt. Inst. Pedag. Galați. 2: 179-183.
- Peiu M. & I. Nemeș 1969. Genul Ancylis Hbn. (Lepidoptera, Tortricidae) în R.S.R. Studiu sistematic și biogeografic. Soc. șt. biol. Com. zool. Prima consf. naț. biol. București. 163-207.
- Peiu M. & I. Nemeș 1970/1. Fauna de lepidoptere a masivelor Rarău-Giumalău. (Partea I-a). Stud. com. Ocrot. nat. Suceava. 47-75.
- Peiu M. & I. Nemeș 1970/2. Contribuții la cunoașterea Tortricidelor (Lepidoptera) din zona lacului de acumulare de la Porțile de Fier. Stud. Com. Muz. jud. Suceava. 87-91.
- Peiu M. & I. Nemeș 1970/3. O nouă contribuție la cunoașterea Cochylidaelor din fauna României (Lepidoptera). Part. II . Lucr. Șt. Inst. Pedag. Galați. 4: 153-158.
- Nemeș I. & M. Peiu 1970. O nouă contribuție la cunoașterea Cochylidaelor din fauna României (II ). Lucr. Șt. Inst. Pedag. Galați. 4: 153-158.
- Nemeș I. & M. Peiu 1971. Fauna de lepidoptere a masivelor Rarău-Giumalău (II). Stud. Com. Muz. jud. Suceava. 2 (1): 185-247.
- Peiu M. & I. Nemeș 1972. Contribuții la cunoașterea Tortricidaelor (Lepidoptera) din zona lacului de acumulare de la Porțile de Fier. Part. II . Stud. Com. Cons. jud. Ocrot. Nat. Suceava. 2: 217-220.
- Popescu-Gorj A., König F., Peiu M., Niculescu E.V., Ionescu M. & Drăghia I. (1975): Lepidoptera. In: Grupul de Cercetări Complexe „Porțile de Fier", Fauna: 214-255.
- Peiu M., Beratlief C. & Surdu V. (1977): Agrotinae (Lepidoptera, Noctuidae) colectate în capcane luminoase la Iași și București în perioada 1971-1976 și elemente de prognoză și avertizare a tratamentelor la speciile dăunătoare. — Anal. I.C.P.P. 13: 133-142.
- Peiu M. & Popescu M.A. (1988): Frecvența speciilor de lepidoptere Noctuidae capturate la capcane cu lumină ultravioletă în anii 1984 și 1985 în localitățile București-Băneasa și Iași. —Anal. I.C.P.P. 21: 65-76.